# Сотников, Виктор Васильевич
Виктор Васильевич Сотников (11.02.1922-05.2004), советский работник, в 1966—1973 председатель Мурманского горисполкома, Заслуженный строитель РСФСР, Почетный гражданин города-героя Мурманска (1993)

## Биография
Родился в городе Галиче Костромской обл. Окончил Ленинградский институт инженеров железнодорожного транспорта (1948). Служил в погранчастях в Белоруссии, участник ВОВ.
Работал прорабом на строительстве железной дороги в Монголии, старшим прорабом на сооружении железной дороги Салехард-Игарка, директором завода ЖБК в Совгавани Хабаровского края.
С 1958 г. в Мурманске: директор промкомбината, начальник стройуправления, заместитель управляющего трестом.
В 1961—1966 гг. — заместитель председателя Мурманского горисполкома,
С 1966 по 1973 гг. — председатель Мурманского горисполкома.
С 1973 г. до ухода на пенсию в 1981 г. — возглавлял трест «Мурманскжилстрой».
В 1996 выехал в г. Гатчину.

## Память
- Мемориальная табличка на доме в Мурманске (ул. Софьи Перовской, 17).